# Alessandro Ciompi
Alessandro Ciompi (ur. 16 czerwca 1985 w Massa Marittima) – włoski kierowca wyścigowy.

## Kariera

### Formuła Renault 2.0
Ciompi rozpoczął karierę w wyścigach samochodowych w 2001 roku, od startów we  Włoskiej Formule Renault. Jednakże ani w głównej serii, ani w edycji zimowej nie zdobywał punktów. Rok później spisał się bardzo dobrze w Formule Renault Monza. Jedno zwycięstwo i pięć miejsc na podium dało mu ostatecznie trzecią pozycję w klasyfikacji kierowców. W 2003 roku Włoch powrócił do Włoskiej Formule Renault, gdzie jednak znów nie zdobywał punktów. Z dorobkiem ośmiu punktów uplasował się na 21 pozycji w klasyfikacji generalnej.

### Formuła 3
W 2004 roku Alex rozpoczął starty we  Włoskiej Formule 3. W tymże sezonie stawał sześciokrotnie na podium, a raz nawet zwyciężył. Uzbierane 139 punktów pozwoliło mu stanąć na najniższym stopniu podium klasyfikacji.

### Formuła Renault 3.5
Na sezon 2007 Włoch podpisał kontrakt z włoską ekipą EuroInternational na starty w Formule Renault 3.5. W ciągu 12 wyścigów nie zdołał jednak zdobyć punktów. Został więc zastąpiony przez Johannesa Theobalda. Ostatecznie został sklasyfikowany na 34 lokacie w klasyfikacji kierowców.

## Statystyki
| Sezon | Seria                                  | Zespół                   | Wyścigi | Zwycięstwa | PP | NO | Podium | Punkty | Pozycja |
| ----- | -------------------------------------- | ------------------------ | ------- | ---------- | -- | -- | ------ | ------ | ------- |
| 2001  | Włoska Formuła Renault                 | LT Motorsport            | 1       | 0          | 0  | 0  | 0      | 0      | NS      |
| 2001  | Włoska Formuła Renault (edycja zimowa) | LT Motorsport            |         | 0          | 0  | 0  | 0      | 0      | NS      |
| 2002  | Formuła Renault Monza                  | Tomcat Racing            | 12      | 1          |    |    | 5      | 165    | 3       |
| 2003  | Włoska Formuła Renault                 | Uboldi Corse             | 12      | 0          | 0  | 0  | 0      | 8      | 21      |
| 2004  | Włoska Formuła 3                       | Target Racing            | 14      | 1          | 1  | 3  | 6      | 139    | 3       |
| 2004  | Włoska Formuła 3                       | Coloni F3                | 14      | 1          | 1  | 3  | 6      | 139    | 3       |
| 2004  | Formula 3000 Grand Prix of Portoroz    | Coloni                   | 1       | 0          | 0  | 0  | 0      | N/A    | 8       |
| 2005  | Włoska Formuła 3000                    | Fisichella Motorsport    | 8       | 1          | 0  | 1  | 2      | 19     | 6       |
| 2006  | Euroseries 3000                        | Avelon Formula           | 4       | 0          | 0  | 0  | 0      | 2      | 17      |
| 2006  | Włoska Formuła 3000                    | Avelon Formula           | 4       | 0          | 0  | 0  | 0      | 2      | 16      |
| 2007  | Formuła Renault 3.5                    | EuroInternational        | 12      | 0          | 0  | 0  | 0      | 0      | 34      |
| 2008  | NASCAR Camping World Series East       | Fast Track Racing School | 1       | 0          | 0  | 0  | 0      | 79     | 74      |

## Wyniki w Formule Renault 3.5
| Legenda oznaczeń w tabelach wyników Wyświetl szablon na nowej stronie | Legenda oznaczeń w tabelach wyników Wyświetl szablon na nowej stronie                                                                     |
| Oznaczenie                                                            | Wyjaśnienie |
| --------------------------------------------------------------------- | --- |
| Złoty                                                                 | Zwycięzca lub mistrzostwo |
| Srebrny                                                               | 2. miejsce lub wicemistrzostwo |
| Brązowy                                                               | 3. miejsce lub II wicemistrzostwo |
| Zielony                                                               | Ukończył, punktował (w klasyfikacji generalnej, gdy zdobył co najmniej jeden punkt na przestrzeni sezonu, poza trzema powyższymi opcjami) |
| Niebieski                                                             | Ukończył, nie punktował (w klasyfikacji generalnej, gdy nie zdobył co najmniej jednego punktu na przestrzeni sezonu)                      |
| Czerwony                                                              | Nie zakwalifikował się (NZ) |
| Czerwony                                                              | Nie prekwalifikował się (NPK) |
| Różowy                                                                | Nie ukończył (NU) |
| Różowy                                                                | Niesklasyfikowany (NS) (w klasyfikacji generalnej, gdy nie został sklasyfikowany w żadnym wyścigu sezonu)                                 |
| Czarny                                                                | Zdyskwalifikowany (DK) |
| Czarny                                                                | Wykluczony (WYK/EX) |
| Biały                                                                 | Nie wystartował (NW) |
| Biały                                                                 | Kontuzjowany (K/INJ) |
| Biały                                                                 | Wyścig odwołany (OD/C) |
| Bez koloru                                                            | Został wycofany (WYC/WD) |
| Bez koloru                                                            | Nie przybył (NP/DNA) |
| Bez koloru                                                            | Nie brał udziału w treningach (NT/DNP) |
| Bez koloru                                                            | Nie został zgłoszony (–) |
| Pogrubienie                                                           | Start z pole position |
| Kursywa                                                               | Najszybsze okrążenie wyścigu |
| †                                                                     | Nie ukończył, ale jego rezultat został zaliczony ze względu na przejechanie więcej niż 90% dystansu wyścigu.                              |
| *                                                                     | Sezon w trakcie |
| 1/2/3                                                                 | Punktowana pozycja w sprincie kwalifikacyjnym                                                                                             |
| Lista systemów punktacji Formuły 1                                    | |

| Rok  | Zespół            | Wyniki w poszczególnych eliminacjach | Wyniki w poszczególnych eliminacjach | Wyniki w poszczególnych eliminacjach | Wyniki w poszczególnych eliminacjach | Wyniki w poszczególnych eliminacjach | Wyniki w poszczególnych eliminacjach | Wyniki w poszczególnych eliminacjach | Wyniki w poszczególnych eliminacjach | Wyniki w poszczególnych eliminacjach | Wyniki w poszczególnych eliminacjach | Wyniki w poszczególnych eliminacjach | Wyniki w poszczególnych eliminacjach | Wyniki w poszczególnych eliminacjach | Wyniki w poszczególnych eliminacjach | Wyniki w poszczególnych eliminacjach | Wyniki w poszczególnych eliminacjach | Wyniki w poszczególnych eliminacjach | Punkty | Pozycja |
| ---- | ----------------- | ------------------------------------ | ------------------------------------ | ------------------------------------ | ------------------------------------ | ------------------------------------ | ------------------------------------ | ------------------------------------ | ------------------------------------ | ------------------------------------ | ------------------------------------ | ------------------------------------ | ------------------------------------ | ------------------------------------ | ------------------------------------ | ------------------------------------ | ------------------------------------ | ------------------------------------ | ------ | ------- |
| 2007 | EuroInternational | ITA                                  | ITA                                  | DEU                                  | DEU                                  | MON                                  | HUN                                  | HUN                                  | BEL                                  | BEL                                  | GBR                                  | GBR                                  | FRA                                  | FRA                                  | PRT                                  | PRT                                  | ESP                                  | ESP                                  | 0      | 34      |
| 2007 | EuroInternational | 14                                   | NU                                   | NU                                   | 21                                   | NU                                   | NU                                   | NW                                   | 15                                   | 18                                   | 18                                   | 19                                   | NU                                   | 16                                   | -                                    | -                                    | -                                    | -                                    | 0      | 34      |